# Villach-Land
Bezirk Villach-Land là một huyện của bang Carinthia ở Áo.

## Các đô thị
Các thị xã (Städte) bằng chữ đậm; các phố thị (Marktgemeinden) bằng chữ xiên, các khu ngoại ô, làng và các đơn vị khác của một đô thị được hiển thị bằngchữ nhỏ.
- Arnoldstein (Slov.: Podklošter) (1)
  - Agoritschach, Arnoldstein, Erlendorf, Gailitz, Greuth, Hart, Hart, Krainberg, Krainegg, Lind, Maglern, Neuhaus an der Gail, Oberthörl, Pessendellach, Pöckau, Radendorf, Riegersdorf, Seltschach, St. Leonhard bei Siebenbrünn, Thörl-Maglern-Greuth, Tschau, Unterthörl
- Bad Bleiberg (Slov.: Plejberk pri Beljaku) (2)
  - Bad Bleiberg, Bleiberg-Kreuth, Bleiberg-Nötsch, Bleiberg-Nötsch, Hüttendorf, Kadutschen
- Finkenstein am Faaker See (Slov.: Bekštanj) (3)
  - Altfinkenstein, Faak am See, Finkenstein, Fürnitz, Gödersdorf, Goritschach, Höfling, Kopein, Korpitsch, Latschach, Ledenitzen, Mallenitzen, Müllnern, Neumüllnern, Oberaichwald, Oberferlach, Outschena, Petschnitzen, Pogöriach, Ratnitz, Sigmontitsch, St. Job, Stobitzen, Susalitsch, Techanting, Unteraichwald, Unterferlach, Untergreuth
- Nötsch im Gailtal (Slov.: Čajna) (4)
  - Bach, Dellach, Emmersdorf, Förk, Glabatschach, Hermsberg, Kerschdorf, Kreublach, Kühweg, Labientschach, Michelhofen, Nötsch, Poglantschach, Saak, Semering, St. Georgen im Gailtal, Wertschach
- Paternion (Slov.: Špaterjan) (5)
  - Aifersdorf, Boden, Duel, Ebenwald, Feffernitz, Feistritz an der Drau, Feistritz an der Drau-Neusiedlung, Kamering, Kamering, Kreuzen, Mühlboden, Neu-Feffernitz, Nikelsdorf, Patendorf, Paternion, Pobersach, Pogöriach, Pöllan, Rubland, Tragail, Tragin
- Rosegg (Slov.: Rožek) (6)
  - Berg, Bergl, Buchheim, Dolintschach, Drau, Duel, Emmersdorf, Frög, Frojach, Kleinberg, Obergoritschach, Pirk, Raun, Rosegg, St. Johann, St. Lambrecht, St. Martin, Untergoritschach
- Sankt Jakob im Rosental (Slov.: Šentjakob v Rožu) (7)
  - Dragositschach, Dreilach, Feistritz, Fresnach, Frießnitz, Gorintschach, Greuth, Kanin, Längdorf, Lessach, Maria Elend, Mühlbach, Rosenbach, Schlatten, Srajach, St. Jakob im Rosental, St. Oswald, St. Peter, Tallach, Tösching, Winkl
- Treffen (Slov.: Trebinje) (8)
  - Annenheim, Äußere Einöde, Buchholz, Deutschberg, Eichholz, Görtschach, Innere Einöde, Kanzelhöhe, Köttwein, Kras, Lötschenberg, Niederdorf, Oberdorf, Ossiachberg, Pölling, Retzen, Sattendorf, Schloss Treffen, Seespitz, Stöcklweingarten, Töbring, Treffen, Tschlein, Verditz, Winklern
- Velden am Wörther See (Slov.: Vrba) (9)
  - Aich, Augsdorf, Bach, Dieschitz, Dröschitz, Duel, Fahrendorf, Göriach, Kantnig, Kerschdorf, Köstenberg, Kranzlhofen, Latschach, Lind ob Velden, Oberdorf, Oberjeserz, Oberwinklern, Pulpitsch, Rajach, Saisserach, Selpritsch, Sonnental, St. Egyden, Sternberg, Treffen, Unterjeserz, Unterwinklern, Velden am Wörther See, Weinzierl, Wurzen
- Afritz am See (Slov.: Zobrce) (10)
  - Afritz, Berg ob Afritz, Gassen, Kraa, Lierzberg, Möderboden, Scherzboden, Tassach, Tauchenberg, Tobitsch
- Arriach (11)
  - Arriach, Berg ob Arriach, Dreihofen, Hinterbuchholz, Hinterwinkl, Hundsdorf, Innerteuchen, Laastadt, Oberwöllan, Sauboden, Sauerwald, Stadt, Unterwöllan, Vorderwinkl, Waldweg
- Feistritz an der Gail (Slov.: Bistrica na Zilji) (12)
- Feld am See (13)
  - Erlach, Feld am See, Feldpannalpe, Klamberg, Rauth, Schattseite, Untersee, Wiesen
- Ferndorf (14)
  - Beinten, Döbriach, Ferndorf, Glanz, Gschriet, Insberg, Lang, Politzen, Rudersdorf, Sonnwiesen, St. Jakob, St. Paul
- Fresach (Slov.: Brežnje) (15)
  - Amberg, Fresach, Laas, Mitterberg, Mooswald, Tragenwinkel
- Hohenthurn (Slov.: Straja vas) (16)
  - Achomitz, Draschitz, Dreulach, Göriach, Hohenthurn, Stossau
- Stockenboi (17)
  - Aichach, Alberden, Drußnitz, Gassen, Hammergraben, Hochegg, Hollernach, Liesing, Mauthbrücken, Mösel, Ried, Rosental, Scharnitzen, Seetal am Goldeck, Stockenboi, Tragail, Unteralm, Weißenbach, Wiederschwing, Ziebl, Zlan
- Weißenstein (Slov.: Bilšak) (18)
  - Gummern, Kellerberg, Lansach, Lauen, Puch, Stadelbach, Stuben, Töplitsch, Tscheuritsch, Uggowitz, Weißenbach, Weißenstein
- Wernberg (Slov.: Vernberg) (19)
  - Damtschach, Dragnitz, Duel, Föderlach I, Föderlach II, Goritschach, Gottestal, Kaltschach, Kantnig, Kletschach, Krottendorf, Lichtpold, Neudorf, Neudorf, Ragain, Sand, Schleben, Stallhofen, Sternberg, Terlach, Trabenig, Umberg, Wernberg, Wudmath, Zettin

| edit | Các thành phố và huyện (Bezirke) của Kärnten | Flag of Austria |
| \| \| Klagenfurt am Wörthersee \\| Villach Feldkirchen \\| Hermagor \\| Klagenfurt-Land \\| Spittal an der Drau \\| St. Veit an der Glan \\| Villach-Land \\| Völkermarkt \\| Wolfsberg \| | |                 |
| Carinthia map | Klagenfurt am Wörthersee \| Villach Feldkirchen \| Hermagor \| Klagenfurt-Land \| Spittal an der Drau \| St. Veit an der Glan \| Villach-Land \| Völkermarkt \| Wolfsberg |                 |